# كنيسة سان إستبان
كنيسة سان إستبان (بالإسبانية: Convento de San Esteban)‏ هي كنيسة تتبع الرهبنة الدومينيكانية، تقع في ميدان كونثيليو دي ترينتو في مدينة سلامنكا في إسبانيا.

## معرض صور

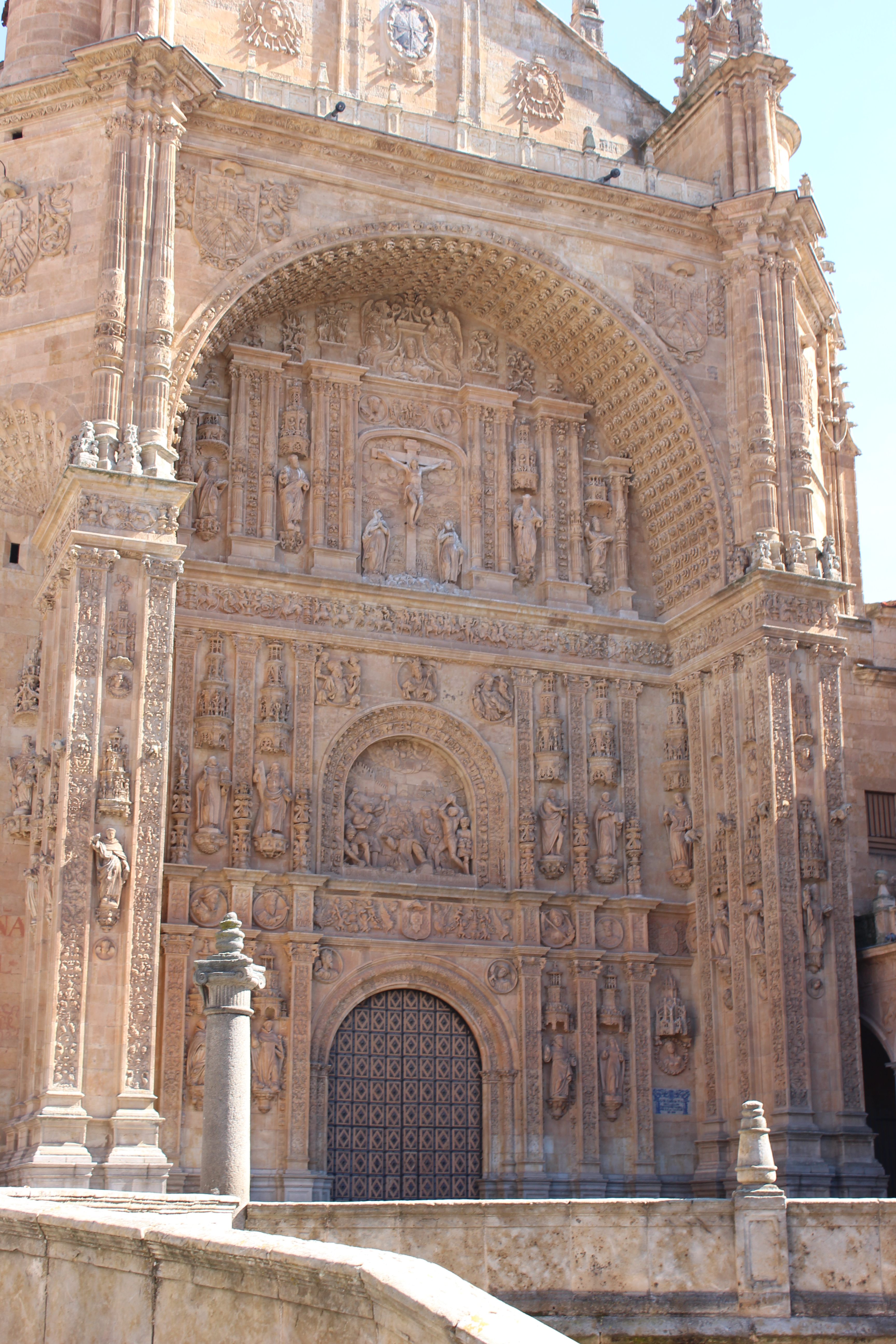
الطراز المعماري في واجهة الكنيسة.
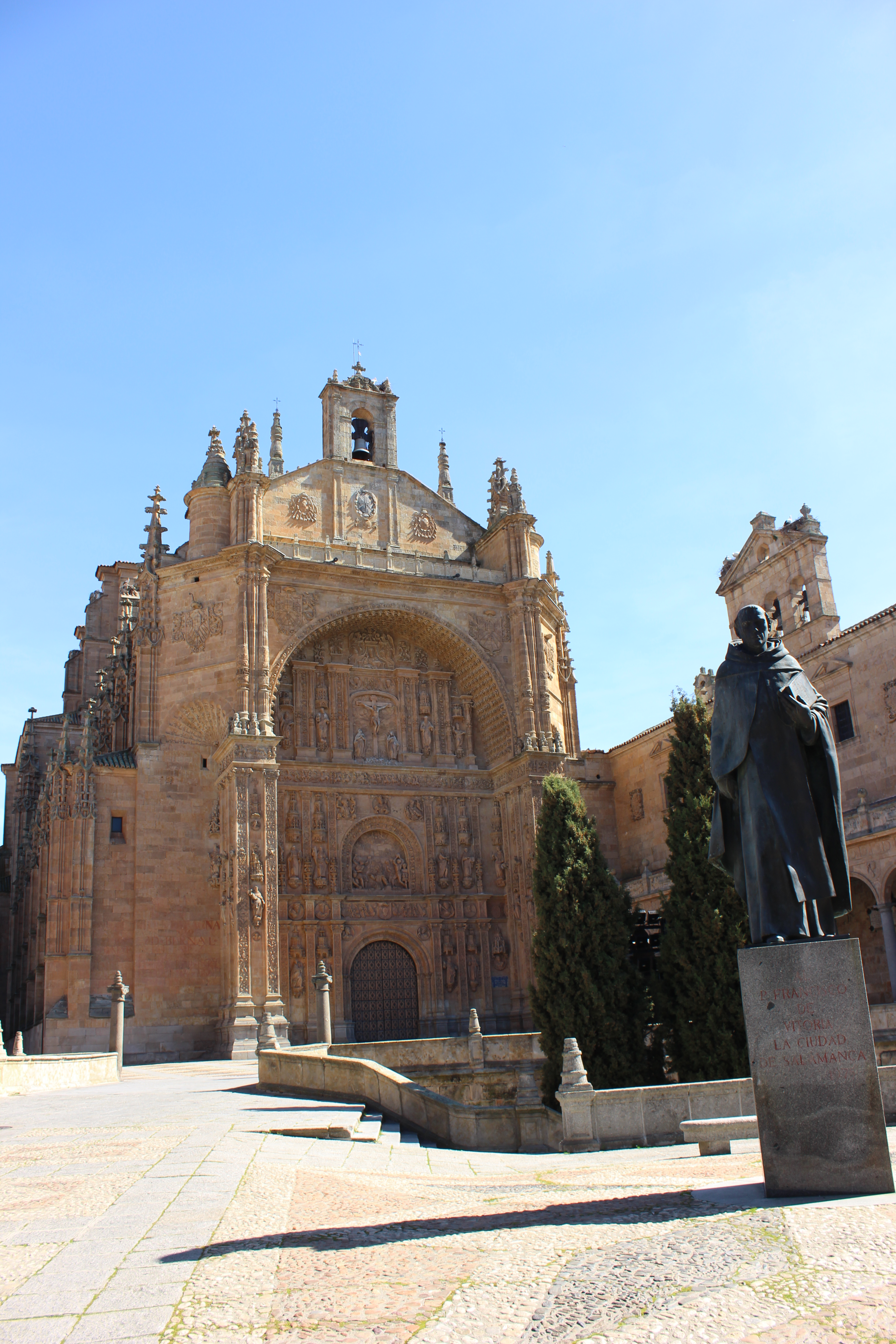
تمثال فرانثيسكو دي فيتوريا مع واجهة الكنيسة.

## أعلام
- جواو من البرتغال دوق بالنثيا دي كامبوس